# 油黄AB
油黄AB是一种偶氮类有机化合物，化学名为1-苯基偶氮基-2-萘胺，分子式C16H13N3。它被国际癌症研究机构归类为3类致癌物（尚不确定是否对人体致癌）。它可由苯胺经重氮化后再与2-萘胺反应制得。它和二乙酸碘苯反应，可以得到2-苯基-2H-萘并[1,2-d]三唑。